# Pristotis cyanostigma
Pristotis cyanostigma là một loài cá biển thuộc chi Pristotis trong họ Cá thia. Loài này được mô tả lần đầu tiên vào năm 1838.

## Từ nguyên
Từ định danh được ghép bởi hai âm tiết trong tiếng Latinh: cyano ("xanh lam") và stigma ("vệt đốm"), hàm ý đề cập đến các chấm màu xanh lam óng trên cơ thể loài cá này.

## Phạm vi phân bố và môi trường sống
P. cyanostigma được ghi nhận từ Biển Đỏ trải dài xuống vịnh Aden ở phía nam. Chúng sống tập trung gần những rạn san hô ở độ sâu khoảng từ 5 đến 10 m.
Phạm vi của P. cyanostigma đã được mở rộng về phía đông, khi mà loài này được phát hiện tại vịnh Mannar (thuộc bên vùng biển Ấn Độ).

## Mô tả
Chiều dài cơ thể lớn nhất được ghi nhận ở P. cyanostigma là 11 cm. Cơ thể màu ngọc lam nổi bật với các hàng chấm màu xanh lam óng trên vảy cá.
Số gai ở vây lưng: 13; Số tia vây ở vây lưng: 11–12; Số gai ở vây hậu môn: 2; Số tia vây ở vây hậu môn: 11–12; Số gai ở vây bụng: 1; Số tia vây ở vây bụng: 5.

## Sinh thái học
Thức ăn của P. cyanostigma là các loài động vật phù du. Cá đực có tập tính bảo vệ và chăm sóc trứng.